# 陳堅恩
陳堅恩（直译：「湯瑪斯·艾略特·拉沃拉托·陳」，1988年10月04日—）是前美國男子籃球運動員，場上位置為後衛。

## 生平
陳堅恩是基督徒。母親是美國人，父親是菲律賓華僑、前中華職籃泰瑞戰神總教練陳清萍。陳堅恩出生於美國加利福尼亞州聖地牙哥，2歲時隨父母移居臺灣居住在臺中，就讀台中馬禮遜美國學校，18歲赴美國洛杉磯就讀拜歐拉大學，大學畢業後赴菲律賓參加選秀但落榜，後在菲律賓職業籃球次級聯賽打球，2014年7月經前中華職籃宏國象洋將雷克斯·馬紐介紹下加盟璞園建築。2015年5月與同樣出身籃球運動員的陳慈恩（Janel）結婚。
效力璞園建築的第一個賽季繳出5.97分與0.79次助攻的表現，第二個賽季成長至9.45分與2.23次助攻，2016年5月以2+1年合約與璞園建築完成續約。
2018年2月入選超級籃球聯賽全明星賽明星白隊先發陣容，並參加三分球大賽，最終在三分球大賽決賽當中擊退成力煥、張伯維、盧捷閔與王子綱，拿下三分球大賽冠軍。
2020年夏天轉戰P. LEAGUE+新竹攻城獅，於2021–22年賽季擔任副隊長的角色。2022年4月29日，新竹街口攻城獅為陳堅恩舉辦引退儀式。

## 生涯數據

### P. LEAGUE+

#### 例行賽
| 賽季    | 球隊           | GP | MPG   | 2P%   | 3P%   | FT% | RPG  | APG  | SPG  | BPG | PPG  |
| ------- | -------------- | -- | ----- | ----- | ----- | --- | ---- | ---- | ---- | --- | ---- |
| 2020–21 | 新竹街口攻城獅 | 17 | 19:47 | 42.86 | 36.36 | 70  | 2.88 | 1.53 | 0.71 | 0   | 7.82 |

## 外部連結
- 陳堅恩的Instagram帳戶
- 陳堅恩在fiba.basketball（英语）
- 陳堅恩在P. LEAGUE+官網
- 陳堅恩在Eurobasket.com（球員）（英语）